# Matteo II Moncada
Matteo Moncada Alagona, conte di Caltanissetta (XIV secolo – Canicattì, 21 settembre 1423), è stato un nobile, politico e militare italiano del XIV e del XV secolo.

## Biografia
Nacque da Guglielmo Raimondo, conte di Agosta, e dalla di lui prima consorte Beatrice Alagona Palizzi dei conti di Novara, di cui era figlio primogenito. 
Al servizio della Corona d'Aragona, dal 1390 fu militare in Catalogna. Nel 1397, su ordine del re Martino I di Sicilia, occupò la città di Agrigento, ne destituì il vescovo Giovanni Despi, e ne assunse per breve tempo il potere per conto dell'autorità regia. Nel 1398, ottenne dal Re Martino la restituzione della Contea di Agosta con la terra e il castello di Altavilla e Melilli, precedentemente confiscate al padre Guglielmo Raimondo, dopo la sentenza di fellonia a carico di quest'ultimo, emessa nel 1397. La Contea di Agosta verrà poi permutata con la Contea di Caltanissetta, a seguito di un accordo stipulato il 25 giugno 1407 con il Sovrano aragonese, da cui ottenne anche i castelli di Pietrarossa e Pietra d'Amico, e la terra di Cammarata.
Nel 1404, su ordine di Re Martino, partente verso la Penisola iberica per incontrarsi con il padre, condusse la sua consorte la regina Bianca di Navarra al castello di Augusta per proteggerla da eventuali assedi. Alla morte del marito, la Regina Bianca divenne reggente del Regno di Sicilia, carica confermatagli anche dal suocero Martino di Aragona, ma dopo la morte di quest'ultimo, si trovò a lottare con il potente Bernardo Cabrera, conte di Modica, che voleva sposarla per impadronirsi dell'isola. Si formarono due fazioni all'interno della nobiltà siciliana, quella che sosteneva la Regina Bianca e quella che sosteneva il Conte di Modica.
Il Moncada, che fu al seguito di Re Martino nella guerra per la conquista aragonese della Sardegna nel 1408, dove vi fu anche il fratello minore Giovanni, si schierò dalla parte della Regina, che come ricompensa per la sua lealtà e fedeltà, nel 1411 gli diede in concessione la baronia di Fiumesalato, presso Castrogiovanni. Nel 1416, sul trono del Regno di Sicilia si insediò Alfonso V d'Aragona detto il Magnanimo, il quale nel 1423 gli vendette la baronia di Castronovo.
Si ritirò nel suo castello di Canicattì, nel Val di Mazara, dove morì il 21 settembre 1423.

### Matrimoni e discendenza
Matteo Moncada Alagona, VI conte di Caltanissetta, sposò Contissella d'Aragona Embriaco, figlia di Bartolomeo, barone di Cammarata, ebbe cinque figli, di cui ne sopravvissero tre:
- Guglielmo Raimondo, VII conte di Caltanissetta († 1465), che sposò Giovanna Ventimiglia, figlia di Giovanni, marchese di Geraci, da cui non ottenne discendenza;
- Gastone, barone di Castronovo († 1455), sposato a Giovanna Villademania dei baroni di Terranova, da cui non ebbe eredi, che fu Gran siniscalco del Regno e morì nelle guerre di Tunisi;
- Antonio, VIII conte di Caltanissetta († 1479), già frate domenicano, sposò la nobildonna catalana Estefania di Esfar, figlia del Barone di Monteforte, da cui ebbe un'unica figlia, Contissella.[8]